# Lijst van afleveringen van Over There
Dit is een lijst met afleveringen van de Amerikaanse televisieserie Over There. De serie telt één seizoen. Een overzicht van de afleveringen is hieronder te vinden.
| Nr. | Titel aflevering                   | Uitzenddatum VS   | Uitzenddatum NL   |
| --- | ---------------------------------- | ----------------- | ----------------- |
| 1   | Pilot                              | 25 juli 2005      | 9 september 2006  |
| 2   | Roadblock duty                     | 3 augustus 2005   | 16 september 2006 |
| 3   | The prisoner                       | 10 augustus 2005  | 23 september 2006 |
| 4   | I want my toilets                  | 17 augustus 2005  | 30 september 2006 |
| 5   | Embedded                           | 24 augustus 2005  | 3 oktober 2006    |
| 6   | It's alright ma, I'm only bleeding | 31 augustus 2005  | 10 oktober 2006   |
| 7   | Mission accomplished               | 7 september] 2005 | 17 oktober 2006   |
| 8   | Situation normal                   | 14 september 2005 | 24 oktober 2006   |
| 9   | Spoils of War                      | 21 september 2005 | 31 oktober 2006   |
| 10  | Suicide Rain                       | 28 september 2005 | 7 november 2006   |
| 11  | Orphans                            | 5 oktober 2005    | 14 november 2006  |
| 12  | Weapens of Mass Destruction        | 19 oktober 2005   | 21 november 2006  |
| 13  | Follow the Money                   | 26 oktober 2005   | 28 november 2006  |